# Фудбал на Летњим олимпијским играма 1900.
Фудбал на Летњим олимпијским играма 1900. је био демонстрациони спорт. Фудбалске утакмице су одигране на Венсанском велодрому у Венсену од 20. до 23. октобра, у време одржавања светске изложбе, паралелно са Олимпијским играма. Одигране су само две утакмице на којима су учествовала тре клуба из три земље, без освојених медаља. Међутим МОК, ретроактивно додељује медаље Уједињеном Краљевству, Француској и Белгији, одакле су били клубови учесници, па самим тим тај турнир постаје је први олимпијски фудбалски турнир.

## Екипе учеснице
- Бриселски универзитет из Белгије
- Унија Француских друштава атлетског спорта, УСФСА XI (фр. Union des Sociétés Françaises de Sports Athlétiques) из Француске
- ФК Аптон парк из Лондона, Уједињено Краљевство.

Било је најављено да ће на турнир доћи и представници Швајцарске и Немачког царства, али нису дошле.

## Резултати
| Утак. | Датум       | Клуб     | Држава    | Резултат    | Клуб                  | Држава               | Гледалаца |
| ----- | ----------- | -------- | --------- | ----------- | --------------------- | -------------------- | --------- |
| 1     | 20. октобар | УСФСА XI | Француска | 0 : 4 (0:2) | Аптон парк            | Уједињено Краљевство | 500       |
| 2     | 23. октобар | УСФСА XI | Француска | 6 : 2 (1:2) | Бриселски универзитет | Белгија              | 1.500     |

У првој утакмици, фудбалери Аптон парка су без великих проблема победили француску екипу. После првог полувремена водили су са 2:0, да би у другом постигли још два гола за коначну победу од 4:0.
Друга утакмица је била узбудљивија. Француски играч Пелтијер постигао је гол у првом минуту и до вео своју екипу у рано вођство, али су белгијски играчи полувреме завршили са вођством од 2:1. Француска екипа је постигла пет голова у другом полувремену и утакмицу решила са 6:2.
Обе утакмице је посматрало више од по 500 гледалаца.

## Табела
| Место | Команда              | ИГ | Д | И | ГД | ГП |
| ----- | -------------------- | -- | - | - | -- | -- |
| 1     | Уједињено Краљевство | 1  | 1 | 0 | 4  | 0  |
| 2     | Француска            | 2  | 1 | 1 | 6  | 6  |
| 3     | Белгија              | 1  | 0 | 1 | 2  | 6  |

## Биланс медаља
| Пласман | Држава               |   |   |   |   |
| ------- | -------------------- | - | - | - | - |
|         | Уједињено Краљевство | 1 | 0 | 0 | 1 |
|         | Француска            | 0 | 1 | 0 | 1 |
|         | Белгија              | 0 | 0 | 1 | 1 |
|         | Укупно               | 1 | 1 | 1 | 3 |

## Занимљивости
Bелгијска екипа је у многим изворима наведена као екипа Бриселског универзитета, али према архиви Универзитета то се негира, јер су белгијски фудбалери у ствари представља много различитих клубова, као и универзитетима у Лијежу, Левену, и Бриселу. Пошто је међу тим играчима био и енглески фудбалер Ерик Торнтон (ФК Леополд Брисел), неки историчари олимпијских медаља белгијску медаљу рачунају Мешовитом тиму